# تروي غراهام
تروي غراهام (بالإنجليزية: Troy Graham)‏ هو مصارع محترف أمريكي، ولد في 7 ديسمبر 1954 في ممفيس في الولايات المتحدة، وتوفي بنفس المكان في 7 مارس 2002 بسبب نوبة قلبية.

## روابط خارجية
- تروي غراهام على موقع CageMatch worker (الإنجليزية)